# This is the Only Level
«This is the Only Level» — метафлеш -гра 2009 року, розроблена Джоном Куні та опублікована Armor Games. Назва гри є дослівним описом гри — вся гра відбувається на одному рівні, який гравець повинен грати знову і знову, хоча з кількома варіаціями, що змінюють гру в ході гри. Гра отримала (неофіційний) порт на PICO-8. Куні також випустив два продовження гри, This is the Only Level Too і This is the Only Level 3. Гра була включена до списку «10 флеш-ігор, які розширили межі жанру» у списку ScreenRant 2021.